# Sci alpino ai XVI Giochi olimpici invernali - Combinata maschile
Tra le competizioni dello sci alpino ai XVI Giochi olimpici invernali di Albertville 1992 la combinata maschile si disputò lunedì 10 e martedì 11 febbraio sulla pista La face de Bellevarde di Val-d'Isère; l'italiano Josef Polig vinse la medaglia d'oro, il suo connazionale Gianfranco Martin quella d'argento e lo svizzero Steve Locher quella di bronzo.
Detentore uscente del titolo era l'austriaco Hubert Strolz, che aveva vinto la gara dei XV Giochi olimpici invernali di Calgary 1988 disputata sul tracciato di Nakiska precedendo il connazionale Bernhard Gstrein (medaglia d'argento) e lo svizzero Paul Accola (medaglia di bronzo); il campione mondiale in carica era l'austriaco Stephan Eberharter, vincitore a Saalbach-Hinterglemm 1991 davanti all'italiano Kristian Ghedina e all'austriaco Günther Mader.

## Risultati
| Pos. | Pett. | Atleta                  | Nazione           | Tempo discesa libera | Pos. discesa libera | Tempo slalom speciale | Pos. slalom speciale | Punti  |     |
| ---- | ----- | ----------------------- | ----------------- | -------------------- | ------------------- | --------------------- | -------------------- | ------ | --- |
| 1    | 29    | Josef Polig             | Italia            | 1:45,78              | 6                   | 1:42,16               | 5                    | 14,58  |     |
| 2    | 21    | Gianfranco Martin       | Italia            | 1:45,48              | 2                   | 1:42,76               | 7                    | 14,90  |     |
| 3    | 36    | Steve Locher            | Svizzera          | 1:46,53              | 12                  | 1:41,44               | 2                    | 18,16  |     |
| 4    | 18    | Jean-Luc Crétier        | Francia           | 1:46,25              | 9                   | 1:42,09               | 4                    | 18,97  |     |
| 5    | 2     | Markus Wasmeier         | Germania          | 1:45,91              | 7                   | 1:45,15               | 13                   | 32,77  |     |
| 6    | 3     | Kristian Ghedina        | Italia            | 1:46,65              | 15                  | 1:44,91               | 11                   | 38,96  |     |
| 7    | 40    | Ole Kristian Furuseth   | Norvegia          | 1:48,94              | 31                  | 1:41,04               | 1                    | 40,47  |     |
| 8    | 13    | Xavier Gigandet         | Francia           | 1:45,61              | 4                   | 1:47,19               | 15                   | 41,21  |     |
| 9    | 38    | Takuya Ishioka          | Giappone          | 1:49,29              | 35                  | 1:42,42               | 6                    | 51,83  |     |
| 10   | 8     | Lasse Arnesen           | Norvegia          | 1:46,81              | 17                  | 1:46,92               | 14                   | 51,93  |     |
| 11   | 11    | Jan Einar Thorsen       | Norvegia          | 1:44,97              | 1                   | 1:50,39               | 18                   | 52,75  |     |
| 12   | 39    | Rob Crossan             | Canada            | 1:48,33              | 29                  | 1:45,12               | 12                   | 57,27  |     |
| 13   | 41    | Jure Košir              | Slovenia          | 1:49,60              | 36                  | 1:43,27               | 8                    | 59,78  |     |
| 14   | 20    | Cary Mullen             | Canada            | 1:47,47              | 21                  | 1:47,58               | 16                   | 62,37  |     |
| 15   | 51    | Kiminobu Kimura         | Giappone          | 1:50,98              | 40                  | 1:41,55               | 3                    | 64,14  |     |
| 16   | 17    | Kyle Rasmussen          | Stati Uniti       | 1:46,30              | 11                  | 1:50,46               | 19                   | 66,70  |     |
| 17   | 65    | Jorge Pujol             | Spagna            | 1:50,64              | 39                  | 1:43,57               | 9                    | 72,07  |     |
| 18   | 10    | Tommy Moe               | Stati Uniti       | 1:47,19              | 20                  | 1:51,59               | 20                   | 82,15  |     |
| 19   | 28    | Steven Lee              | Australia         | 1:46,64              | 14                  | 1:53,10               | 22                   | 85,05  |     |
| 20   | 26    | Vitalij Andreev         | Squadra Unificata | 1:46,01              | 8                   | 1:54,24               | 24                   | 85,07  |     |
| 21   | 16    | Paul Accola             | Svizzera          | 1:45,73              | 5                   | 1:55,79               | 26                   | 90,96  |     |
| 22   | 53    | Petăr Dičev             | Bulgaria          | 1:53,52              | 42                  | 1:43,60               | 10                   | 101,59 |     |
| 23   | 43    | Ricardo Campo           | Spagna            | 1:49,20              | 34                  | 1:51,94               | 21                   | 104,61 |     |
| 24   | 45    | Daniel Vogt             | Liechtenstein     | 1:48,97              | 32                  | 1:53,83               | 23                   | 112,92 |     |
| 25   | 30    | Martin Bell             | Regno Unito       | 1:47,48              | 22                  | 1:58,10               | 27                   | 121,83 |     |
| 26   | 44    | Marcin Szafrański       | Polonia           | 1:50,60              | 38                  | 1:54,45               | 25                   | 133,04 |     |
| 27   | 27    | Graham Bell             | Regno Unito       | 1:48,08              | 27                  | 1:59,18               | 29                   | 134,03 |     |
| 28   | 57    | Sean Langmuir           | Regno Unito       | 1:54,61              | 44                  | 1:48,85               | 17                   | 142,32 |     |
| 29   | 37    | Markus Foser            | Liechtenstein     | 1:49,12              | 33                  | 1:59,58               | 30                   | 146,89 |     |
| 30   | 56    | Achim Vogt              | Liechtenstein     | 1:47,09              | 19                  | 2:07,86               | 36                   | 172,91 |     |
| 31   | 14    | Franco Colturi          | Italia            | 1:45,59              | 3                   | 2:11,24               | 37                   | 176,69 |     |
| 32   | 59    | Choi Yong-hee           | Corea del Sud     | 1:55,68              | 47                  | 2:00,97               | 33                   | 221,60 |     |
| 33   | 52    | Pierre Kőszáli          | Ungheria          | 1:56,35              | 49                  | 2:00,82               | 32                   | 226,57 |     |
| 34   | 48    | Alexis Racloz           | Cile              | 1:54,02              | 43                  | 2:06,40               | 34                   | 235,31 |     |
| 35   | 66    | Emilian Focșeneanu      | Romania           | 1:59,94              | 55                  | 1:58,20               | 28                   | 249,41 |     |
| 36   | 50    | Hubertus von Hohenlohe  | Messico           | 1:55,95              | 48                  | 2:07,13               | 35                   | 259,10 |     |
| 37   | 54    | Péter Kristály          | Ungheria          | 2:00,42              | 56                  | 2:00,13               | 31                   | 265,18 |     |
|      | 9     | William Besse           | Svizzera          | 1:46,66              | 16                  | DNF                   | DNF                  | DNF    | DNF |
|      | 19    | Stephan Eberharter      | Austria           | 1:46,85              | 18                  | DNF                   | DNF                  | DNF    | DNF |
|      | 32    | Rainer Salzgeber        | Austria           | 1:47,59              | 23                  | DNF                   | DNF                  | DNF    | DNF |
|      | 7     | Felix Belczyk           | Canada            | 1:47,75              | 25                  | DNF                   | DNF                  | DNF    | DNF |
|      | 24    | Konstantin Čistjakov    | Squadra Unificata | 1:47,95              | 26                  | DNF                   | DNF                  | DNF    | DNF |
|      | 23    | Jeff Olson              | Stati Uniti       | 1:48,29              | 28                  | DNF                   | DNF                  | DNF    | DNF |
|      | 34    | Marián Bíreš            | Cecoslovacchia    | 1:49,61              | 37                  | DNF                   | DNF                  | DNF    | DNF |
|      | 49    | Ljubomir Popov          | Bulgaria          | 1:52,74              | 41                  | DNF                   | DNF                  | DNF    | DNF |
|      | 46    | Mauricio Rotella        | Cile              | 1:54,88              | 45                  | DNF                   | DNF                  | DNF    | DNF |
|      | 61    | Hur Seung-wook          | Corea del Sud     | 1:55,27              | 46                  | DNF                   | DNF                  | DNF    | DNF |
|      | 47    | Lothar Christian Munder | Brasile           | 1:57,01              | 50                  | DNF                   | DNF                  | DNF    | DNF |
|      | 42    | Peter Jurko             | Cecoslovacchia    | 1:58,27              | 52                  | DNF                   | DNF                  | DNF    | DNF |
|      | 63    | Igor Latinović          | Jugoslavia        | 1:58,57              | 53                  | DNF                   | DNF                  | DNF    | DNF |
|      | 60    | Edin Terzić             | Jugoslavia        | 1:59,90              | 54                  | DNF                   | DNF                  | DNF    | DNF |
|      | 58    | Alphonse Gomis          | Senegal           | 2:00,56              | 57                  | DNF                   | DNF                  | DNF    | DNF |
|      | 31    | Hubert Strolz           | Austria           | 1:46,54              | 13                  | DSQ                   | DSQ                  | DSQ    | DSQ |
|      | 35    | Paulo Oppliger          | Cile              | 1:47,74              | 24                  | DSQ                   | DSQ                  | DSQ    | DSQ |
|      | 67    | Aurel Foiciuc           | Romania           | 1:57,91              | 51                  | DSQ                   | DSQ                  | DSQ    | DSQ |
|      | 12    | A J Kitt                | Stati Uniti       | 1:46,29              | 10                  | DNS                   | DNS                  | DNS    | DNS |
|      | 25    | Aleksej Maslov          | Squadra Unificata | 1:48,53              | 30                  | DNS                   | DNS                  | DNS    | DNS |
|      | 55    | Lamine Guèye            | Senegal           | 2:02,38              | 58                  | DNS                   | DNS                  | DNS    | DNS |
|      | 1     | Marc Girardelli         | Lussemburgo       | DNF                  | DNF                 | DNF                   | DNF                  | DNF    | DNF |
|      | 4     | Denis Rey               | Francia           | DNF                  | DNF                 | DNF                   | DNF                  | DNF    | DNF |
|      | 5     | Günther Mader           | Austria           | DNF                  | DNF                 | DNF                   | DNF                  | DNF    | DNF |
|      | 6     | Adrien Duvillard        | Francia           | DNF                  | DNF                 | DNF                   | DNF                  | DNF    | DNF |
|      | 15    | Boris Duncan            | Regno Unito       | DNF                  | DNF                 | DNF                   | DNF                  | DNF    | DNF |
|      | 33    | Tom Stiansen            | Norvegia          | DNF                  | DNF                 | DNF                   | DNF                  | DNF    | DNF |
|      | 64    | Abraham Fernández       | Spagna            | DNF                  | DNF                 | DNF                   | DNF                  | DNF    | DNF |
|      | 22    | Roman Torn              | Canada            | DNS                  | DNS                 | DNS                   | DNS                  | DNS    | DNS |

Legenda:

DNF = prova non completata

DSQ = squalificato

DNS = non partito

Pos. = posizione

Pett. = pettorale
Discesa libera

Data: 10 febbraio

Ore: 14.30 (UTC+1)

Pista: La face de Bellevarde

Partenza: 2 680 m s.l.m.

Arrivo: 1 836 m s.l.m.

Lunghezza: 2 698 m

Dislivello: 844 m

Porte: 37

Tracciatore: Bernhard Russi (FIS)
Slalom speciale

Data: 11 febbraio

Pista: La face de Bellevarde

Partenza: 2 040 m s.l.m.

Arrivo: 1 836 m s.l.m.

Dislivello: 240 m

1ª manche:

Ore: 10.00 (UTC+1)

Porte: 56

Tracciatore: Peter Prodinger (Giappone)

2ª manche:

Ore: 14.15 (UTC+1)

Porte: 55

Tracciatore: Thor Kallerud (Stati Uniti)